# Żerdeniwka
Żerdeniwka (ukr. Жерденівка) – wieś na Ukrainie, w obwodzie winnickim, w rejonie hajsyńskim, w hromadzie Hajsyn. W 2001 liczyła 836 mieszkańców.

## Urodzeni
- Andrij Kucak – radziecki działacz partyjny.